# Stroiivka, Ripkî
Stroiivka (în ucraineană Строївка) este un sat în comuna Hornostaiivka din raionul Ripkî, regiunea Cernihiv, Ucraina.

## Demografie
Componența lingvistică a localității Stroiivka
     Ucraineană (72,73%)
     Rusă (27,27%)
Conform recensământului din 2001, majoritatea populației localității Stroiivka era vorbitoare de ucraineană (72,73%), existând în minoritate și vorbitori de rusă (27,27%).